# Noblella pygmaea

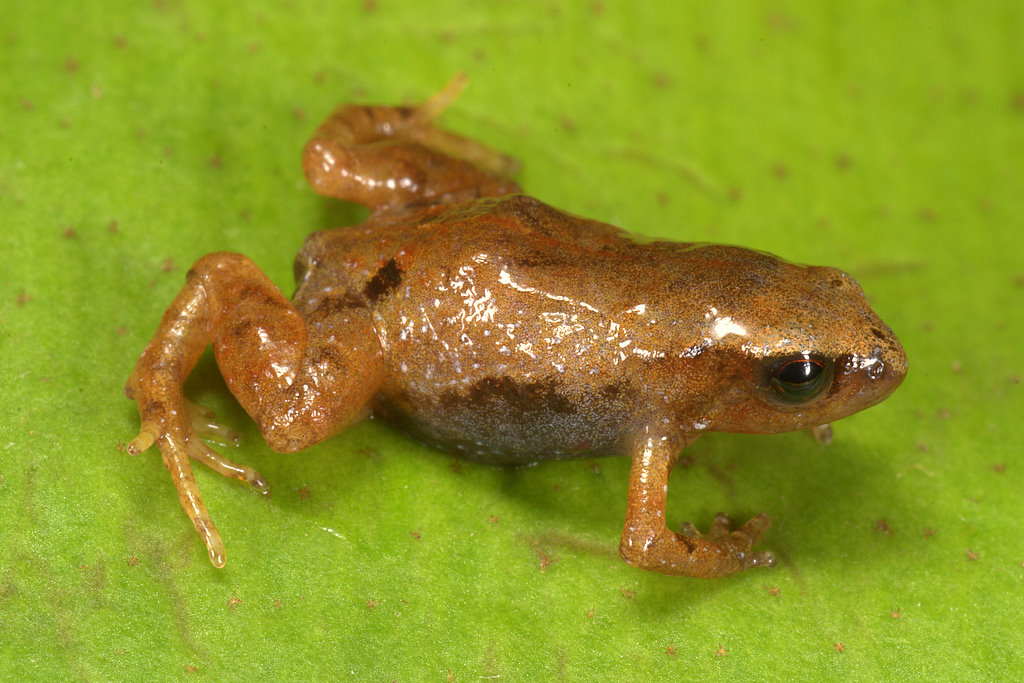
Noblella pygmaea (Paratypus)

Noblella pygmaea ist einer der kleinsten Frösche der Welt. Die Art gehört zur Familie der Strabomantidae und kommt endemisch in der Region Cusco in Peru in Höhen über 3000 Metern vor.

## Merkmale
Die Weibchen haben eine Körperlänge von maximal 12,4 Millimetern, die Männchen werden höchstens 11,1 Millimeter lang. Mit einer Durchschnittslänge von 11,4 Millimetern, die anhand einiger Exemplare für die Erstbeschreibung ermittelt wurde, ist Noblella pygmaea die kleinste Art unter den Fröschen der Anden. Weltweit sind unter den Froschlurchen nur das Monte-Iberia-Fröschchen aus Kuba, die brasilianische Sattelkröte Brachycephalus didactyla und die Ende 2011 und Anfang 2012 entdeckten Arten der Gattung Paedophryne aus der Familie der Engmaulfrösche, darunter Paedophryne amauensis mit nur 7 Millimetern Kopf-Rumpf-Länge, kleiner.
Farblich ist Noblella pygmaea an das Leben auf dem Boden im abgefallenen Laub angepasst. Seine Grundfarbe ist hellbraun mit dunkelbraunen Punkten und Flecken. Auf dem Rücken und an den Seiten zeigt der Frosch dunkelbraune, unterbrochene Linien.
Die Augen sind ebenfalls dunkelbraun, mit einem orangefarbenen Ring.

### Ähnliche Arten
Alle Arten der Gattung Noblella sind kleiner als 22 Millimeter. Ihr Kopf ist schmäler als der Körper. Der erste Finger an den Vordergliedmaßen ist kürzer oder gleich dem zweiten. An den Hintergliedmaßen überragt der fünfte Zeh den dritten. Noblella pygmaea hat drei Fingerknochen auf dem vierten Finger. Die Art unterscheidet sich dadurch von den verwandten Arten Noblella carrascoicola, Noblella lochites, Noblella myrmecoides und Noblella ritarasquinae, die nur zwei Fingerglieder auf dem vierten Finger besitzen. Von Noblella duellmani, in Zentralperu beheimatet, unterscheidet sich Noblella pygmaea durch das Vorhandensein eines das Gehörorgan überspannenden Tympanums. Die nordperuanischen Arten Noblella heyeri und Noblella lynchi tragen wie der in Südperu lebende Verwandte Noblella peruviana auf den Sohlen eine Schwiele, die bei Noblella pygmaea fehlt. Durch diese Merkmale kann Noblella pygmaea leicht von allen anderen Arten der Gattung unterschieden werden.

## Verbreitung und Lebensraum
Noblella pygmaea bewohnt die hochmontanen Nebelwald- und Strauchgesellschaften an den Säumen der  noch höher gelegenen Puna-Graslandschaften der peruanischen Hochanden. In der von Noblella pygmaea bevorzugten Höhenstufe zwischen 3000 und 3200 Metern leben nur wenige Amphibien. In dieser Höhe kommt Noblella pygmaea syntop mit Bryophryne nubilosus vor, einem anderen kleinen Frosch aus der Familie Strabomantidae, der auch in tieferen Höhenstufen zu finden ist.
Noblella pygmaea ist vor allem an den mit Büschen und krautigen Pflanzen bewachsenen Waldrändern oder in den so genannten Elfenwäldern mit knorrigen, verzwergten Bäumen und einer Krautschicht mit einem hohen Anteil an Moosen zu finden.

## Lebensweise
Noblella pygmaea lebt am Boden im abgefallenen Laub der immergrünen Nebelwälder. Das Weibchen legt meist nur zwei Eier gleichzeitig im feuchten Laub oder unter Moosen ab und schützt sie vor Insekten. Ungewöhnlich, aber typisch für die gesamte Familie der Strabomantidae ist eine direkte Entwicklung vom Ei zum jungen Frosch. Das aquatile Kaulquappenstadium wird übersprungen, stattdessen vollzieht sich die Larvalentwicklung innerhalb der an Land abgelegten Eier.
Ob die winzige Größe eine Anpassung an die Lebensweise in großer Höhe ist, konnte noch nicht abschließend geklärt werden. Der Frosch muss jedenfalls zur Eiablage keine langen Wanderungen machen und kann seine Entwicklung in einem kleinen Revier vollenden. Durch seine Farbanpassung und versteckte Lebensweise im Laub ist er vor Fressfeinden weitgehend geschützt.

## Gefährdung
Durch die speziellen Ansprüche von Noblella pygmaea an das Biotop ist das Verbreitungsgebiet beschränkt. Der Frosch ist auch innerhalb des für ihn geeigneten Habitats relativ selten, es werden nur 30 bis 75 Frösche pro Hektar gefunden. Der Lebensraum des Frosches liegt auf den Steilhängen im oberen Teil des Tales des Río Cosñipata und war lange Zeit von der Zivilisation weitgehend unberührt. Durch den Bau der Straße von Paucartambo nach Pillcopata wurde er jedoch erschlossen. Auch wenn in Zukunft keine Zersiedelung der Landschaft den Lebensraum des kleinen Frosches fragmentiert, gibt es dennoch Bedrohungen: Der Klimawandel kann die Bergnebelwälder und ihre Vegetation gefährden. Die von dem Chytridpilz (Batrachochytrium dendrobatidis) ausgehende Pilzinfektion der Amphibien könnte auch die Bestände von Noblella pygmaea dezimieren. Der Pilz ist bereits im Tal des Río Cosñipata nachgewiesen worden. Die in den Bergnebelwäldern lebenden Frösche waren jedoch zur Zeit der Aufsammlung der Typusexemplare von Noblella pygmaea noch nicht mit dem Pilz infiziert.

## Taxonomie
Die Gattung Noblella wurde von dem amerikanischen Zoologen Thomas Barbour 1930 nach seinem Freund und Studienkollegen Gladwyn Kingsley Noble benannt. 2008 wurde die Gattung wiedererrichtet und enthält nun viele Arten, die unter dem Synonym Phyllonastes zusammengestellt worden waren. Noblella pygmaea wurde bei ihrer Erstbeschreibung ebenfalls in die wiedererrichtete Gattung Noblella gestellt. Der Artname pygmaea stammt von der latinisierten Form des altgriechischen Wortes pygmaios (πυγμαῖος, „Fäustling“, „von der Größe einer Faust“), das heute in der Bedeutung „zwergenhaft“ gebraucht wird (siehe Pygmäen). Er bezieht sich auf die Kleinheit des Frosches.
Der Frosch wurde in der Nähe der zum Parque Nacional del Manú gehörenden Forschungsstation Wayqecha bei Pilcopata gefunden.